# طراحی بهینه

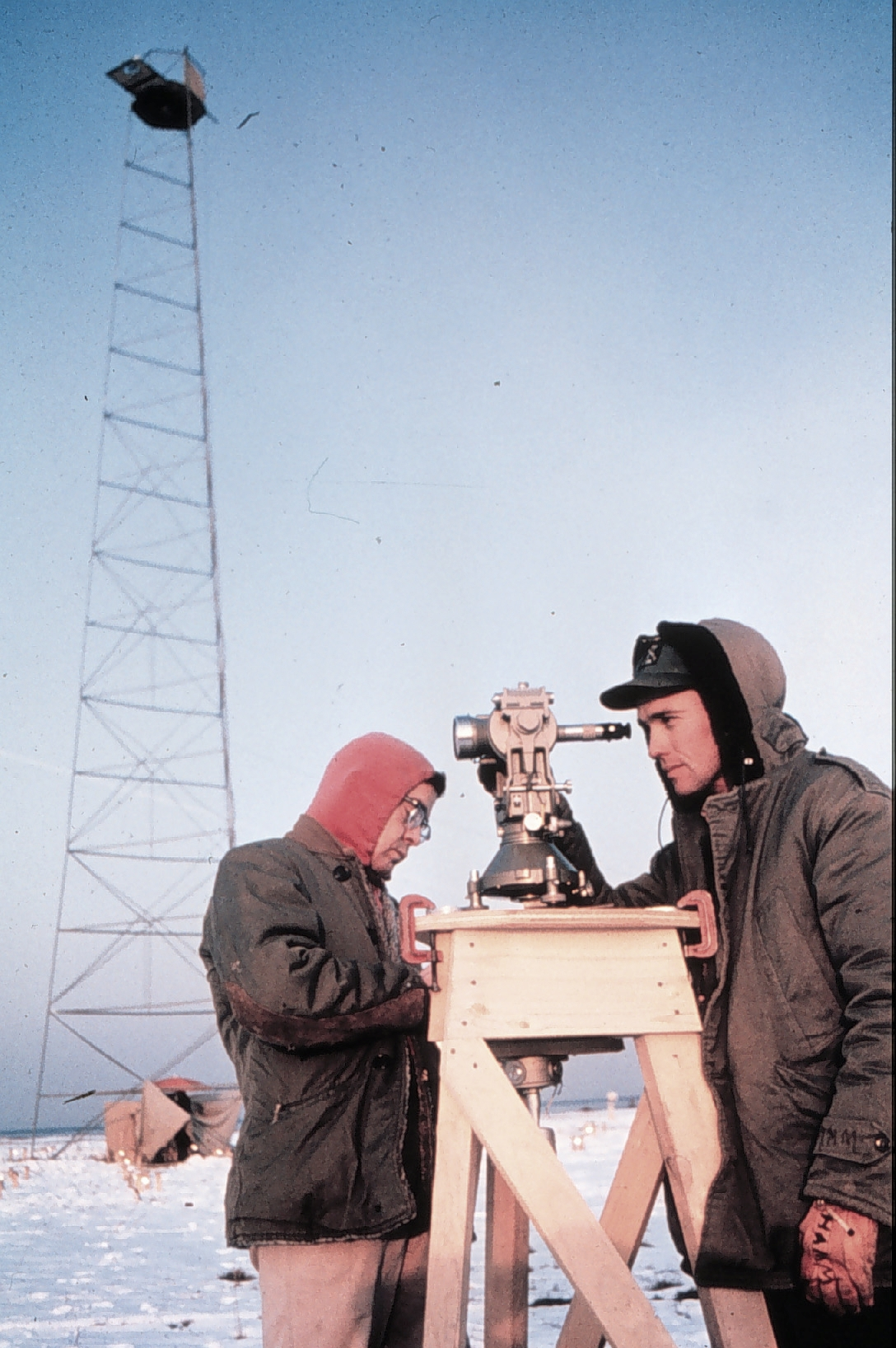
گوستاو الفوینگ، طراحی بهینه آزمایش را بهبود بخشید، و در نتیجه نیاز نقشه‌برداران برای اندازه‌گیری‌های تئودولیت را به حداقل رساند، در حالی که او در این تصویر در گرینلند مشغول به آن کار دیده می‌شود.

در طراحی آزمایش، طراحی بهینه طبقه‌ای از طراحی آزمایش است که بر اساس برخی معیارهای آماری بهینه‌سازی شده‌است. آمارشناس دانمارکی، کریستین اسمیت، این رشته را در آمار پایه‌گذاری کرده‌است.
در طراحی آزمایش برای تخمین مدل‌های آماری، طراحی بهینه به پارامترها اجازه می‌دهد بدون هیچ پایه و اساسی و با واریانس حداقل تخمین زده شوند. یک طراحی غیربهینه به تکرار بیشتری نیاز دارد تا کارایی آن مشابه یک طراحی بهینه گردد. در عمل، آزمایش‌های بهینه سبب کاهش هزینه کلی می‌شوند.
بهینه‌سازی یک طراحی به مدل‌های آماری بستگی دارد و با توجه به معیار آماری ارزیابی می‌شود، که به ماتریس واریانس برآوردگر بستگی دارد. مشخص‌کردن یک مدل مناسب و یک تابع معیار درخور، به درک نظریه آماری و دانش کاربردی طراحی آزمایش نیاز دارد.

## مزایا
طرحی بهینه، نسبت به طراحی غیربهینه سه مزیت دارد:
1. طراحی بهینه با استفاده از مدل‌های آماری، امکان تخمین را با آزمایش‌های کمتر فراهم می‌کند و در نتیجه هزینه آزمایش کاهش می‌یابد.
2. طراحی بهینه می‌تواند انواع عامل‌های چندگانه مانند عوامل فرایند، مخلوط و مجزا را در خود جای دهد.
3. زمانی که فضای طراحی مقید می‌شود، طراحی بهینه می‌گردد، مثلاً، فضای پردازش ریاضی شامل مجموعه عمواملی می‌شود که عملاً شدنی نمی‌باشند (مثلاً به دلایل امنیتی).